# مائده هاشمی
مائده هاشمی (زاده ۴ اردیبهشت ۱۳۷۷ در اصفهان) ووشوکار اهل ایران است. او هم‌چنین عضو تیم ملی ووشو بانوان ایران است.دارنده سه نشان قهرمانی جهان و چندین قهرمانی آسیا را در کارنامه ورزشی خود دارد.

## سوابق و قهرمانی
از افتخارات وی می‌توان به کسب ۵ مدال طلا در مسابقات ووشو قهرمانی جهانی و کشوری اشاره کرد.
| سال  | مدال | مسابقه                  | کشور    |
| ---- | ---- | ----------------------- | ------- |
| ۲۰۱۹ | طلا  | قهرمانی جهان جوانان     | چین     |
| ۲۰۱۸ | طلا  | جام جهانی ساندا جوانان  | چین     |
| ۲۰۱۸ | نقره | بازی‌های آسیایی جوانان   | جاکارتا |
| ۲۰۱۷ | طلا  | قهرمانی جهان جوانان     | روسیه   |
| ۲۰۱۶ | طلا  | جام جهانی ساندا         | چین     |
| ۲۰۱۶ | طلا  | بازی‌های آسیایی          | تایوان  |
| ۲۰۱۵ | طلا  | قهرمانی جهان            | اندونزی |
| ۲۰۱۴ | طلا  | جام جهانی               | اندونزی |
| ۲۰۱۳ | طلا  | قهرمانی جهان نوجوانان   | مالزی   |
| ۲۰۱۲ | طلا  | بازی‌های آسیایی نوجوانان | ویتنام  |
| ۲۰۱۱ | طلا  | قهرمانی جهان نوجوانان   | ترکیه   |